# Беннет, Чарльз, 4-й граф Танкервиль
Чарльз Беннет, 4-й граф Танкервиль (англ. Charles Bennet, 4th Earl of Tankerville; 15 ноября 1743 — 10 декабря 1822) — британский дворянин, коллекционер снарядов и покровитель крикета в графстве Суррей в 1770-х годах. Он носил титул учтивости — лорд Оссулстон с 1753 по 1767 год.

## Биография

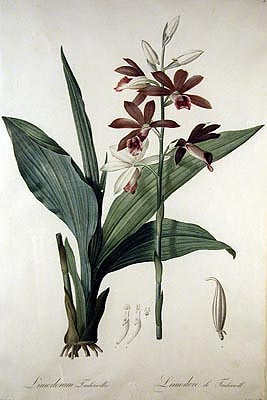
Орхидея названа в честь жены Чарльза Эммы. Рисунок Пьера-Жозефа Редуте

Родился 15 ноября 1743 года. Старший сын Чарльза Беннета, 3-го графа Танкервля (1716—1767), и Алисии Эстли (? — 1791). Он получил образование в Итонском колледже с 1753 по 1760 год.
27 октября 1767 года после смерти своего отца Чарльз Беннет унаследовал титулы 4-го графа Танкервиля и 5-го лордв Оссулстона, став членом Палаты лордов Великобритании.
Леди Танкервилль собрала на горе Феликс большую коллекцию экзотических растений. Коллекция леди Танкервиль считалась крупнейшей в районе Лондона. Образцы, названные в честь леди Танкервиль, включают орхидею монахини или Phaius Tankervilleae. Художники были наняты для создания ботанических рисунков на пергаменте образцов.
В 1774 году лорд Танкервиль входил в состав комитета, который сформулировал некоторые первые законы крикета. Они были урегулированы и пересмотрены в ресторане «Звезда и подвязка» в Пэлл-Мэлл в пятницу, 25 февраля 1774 года. Заседание проходило под председательством сэра Уильяма Дрейпера, а в комитет входили герцог Дорсет, Гарри Пекхэм и другие «дворяне и джентльмены Кента, Хэмпшира, Суррея, Сассекса, Миддлсекса и Лондона». Эта встреча была одним из первых сводов правил крикета и признана первой, на которой было введено правило «Этап перед калиткой».
Лорд Танкервиль дважды занимал должность генерального почтмейстера (1782—1783, 1784—1786). В 1782 году он стал членом Тайного совета Великобритании.
Лорд Танкервиль скончался 10 декабря 1822 года Уолтон-он-Темс, графство Суррей. Ему наследовал его старший сын Чарльз Огастес.

## Наследие
Другие интересы лорда Танкервиля включали карты и снаряды. В конце его жизни его коллекция была продана за нераскрытую сумму, но предположительно она составила от трех до четырех тысяч фунтов. Существует ряд цветов, ракушек и брюхоногих моллюсков с латинским названием Tankervillii. Брюхоногий моллюск по имени Amalda Tankervillii (Swainson, 1825), вероятно, назван в честь Танкервиля (или, что менее вероятно, его сына).
Коллекция ботанических иллюстраций леди Танкервиль находится в Королевском ботаническом саду. Фай Танкервиль был назван в её честь сэром Джозефом Бэнксом. Это была первая тропическая орхидея, зацветшая в Англии.

## Семья

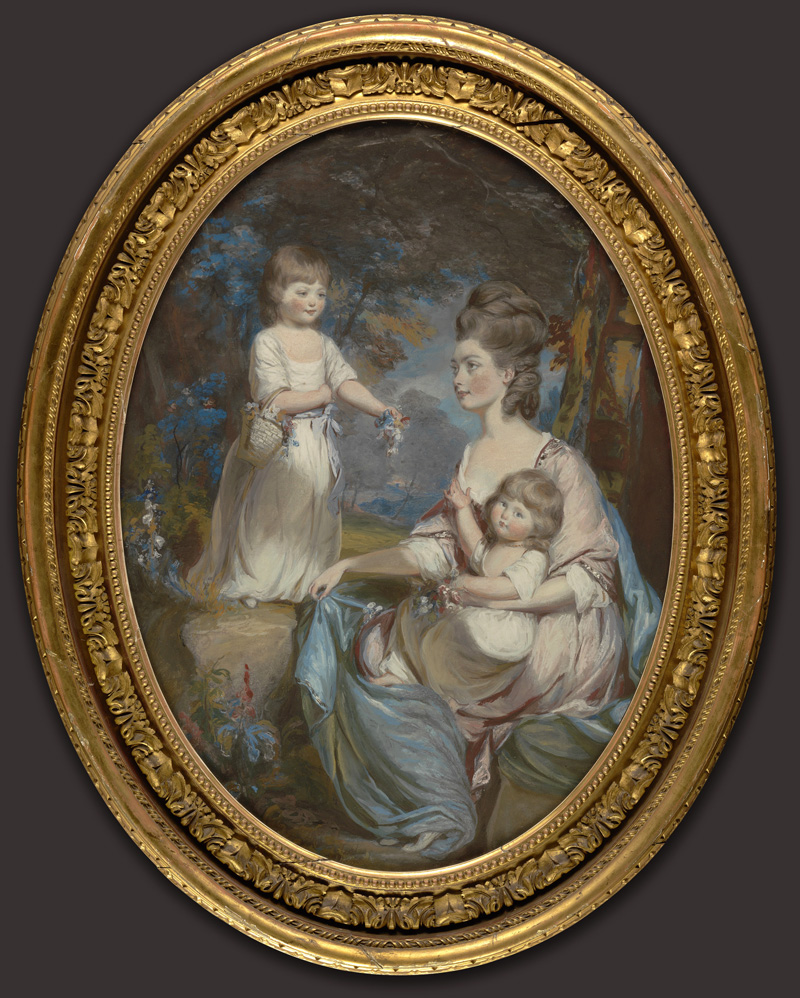
Леди Танкервиль и ее старшие дочери Анна и Кэролайн, Дэниел Гарднер

7 октября 1771 года в Гаттоне, графство Суррей, лорд Танкервиль женился на Эмме Коулбрук (1752 — 20 ноября 1836) , дочери сэра Джеймса Коулбрука, 1-го баронета (1722—1761), и Мэри Скайннер. Новая жена поселилась в Уолтоне на Темзе, в его доме на горе Феликс с видом на Темзу. У супругов было девять детей:
- Леди Кэролайн Беннет (22 октября 1772 − 7 марта 1818)
- Леди Анна Беннет (28 апреля 1774 — сентябрь 1836)
- Чарльз Огастес Беннет, 5-й граф Танкервиль (28 апреля 1776 — 25 июня 1859), старший сын и преемник отца.
- Достопочтенный Генри Грей Беннет (2 декабря 1777 — 29 мая 1836), член Палаты общин от Шрусбери
- Капитан достопочтенный Джон Эстли Беннет (21 декабря 1778 — 14 сентября 1812), камергер королевского двора в 1806 году
- Леди Маргарет Алисия Эмма Беннет (8 августа 1780 — 27 марта 1813)
- Леди Мэри Элизабет Беннет (21 мая 1785 — 27 февраля 1861)
- Леди Огаста Беннет (11 ноября 1786 — 10 февраля 1809)
- Леди Гарриет Беннет (2 декабря 1788 — 6 марта 1801).